# رنو آلیانس
رنو آلیانس (Renault Alliance) خودرویی است که در سال‌های ۱۹۸۳ تا ۱۹۸۷در ایالات متحده آمریکا تولید شده‌است. طراحی آن خودروهای موتور جلو-محور جلو بوده طول آن در حالت طبیعی ۱۶۳٫۸ اینچ (۴٬۱۶۱ میلیمتر) است. سیستم جعبه‌دندهٔ آن ۵ دنده به دو صورت خودکار و دستی است.